# Encog
Encog（エンコグ） はJava, .Net, and C++用の機械学習フレームワーク.
Encogはベイジアンネットワーク, 隠れマルコフモデルやサポートベクターマシーンなどの様々な学習アルゴリズムをサポートしている。
しかし、Encogの真価はニューラルネットワークアルゴリズムにある。Encogはニューラルネットワークのための正規化やデータ処理のためのサポートクラスを用意している。
Encogは、多くの異なる技術を使用してトレーニングをおこなう。マルチコアマシン上で最適なトレーニングのパフォーマンスを可能にするために、マルチスレッディングが使用される。
EncogのC++バージョンは、性能向上のためにOpenCL互換性GPUに処理をさせることができる。
Encogは医療 や金融予測を含む様々な用途で利用が可能である。
また、ニューラルネットワークのモデリングやトレーニングを支援するためのGUIワークベンチも用意されている。
Encogは2008年から開発が続けられている。

## ニューラルネットワークモデル
- ADALINE Neural Network
- Adaptive Resonance Theory 1 (ART1)
- Bidirectional Associative Memory (BAM)
- Boltzmann Machine
- Counterpropagation Neural Network (CPN)
- Elman Recurrent Neural Network
- Neuroevolution of augmenting topologies (NEAT)
- Feedforward Neural Network (Perceptron)
- Hopfield Neural Network
- Jordan Recurrent Neural Network
- Radial Basis Function Network
- Recurrent Self Organizing Map (RSOM)
- Self Organizing Map (Kohonen)

## 学習技術
- バックプロパゲーション
- Resilient Propagation (RProp)
- Scaled Conjugate Gradient (SCG)
- Levenberg–Marquardt algorithm
- Manhattan Update Rule Propagation
- Competitive Learning
- ホップフィールド学習
- Genetic Algorithm Training
- Instar Training
- Outstar Training
- ADALINE Training